# Antoine Joseph Santerre
Antoine Joseph Santerre (Parigi, 16 marzo 1752 – Parigi, 6 febbraio 1809) è stato un generale e rivoluzionario francese.
Comandante della Guardia nazionale, condusse il 10 agosto 1792 una rivolta presso il palazzo delle Tuileries e presidiò l'esecuzione dell'ex re Luigi XVI il 21 gennaio 1793.

## Biografia
Figlio ed erede di un imprenditore di una fabbrica di birra, intraprese fin da giovane la carriera militare. Fu celebre birraio del quartiere Saint-Antoine.
Si rese subito celebre partecipando alla presa della Bastiglia, il 14 luglio 1789. Durante la sparatoria nel cortile esterno, fornì due carri di letame in fiamme che, bruciando, permisero di annebbiare la vista dei difensori. Gli assedianti poterono, così, avvicinarsi ai muri della fortezza.
Inoltre, accompagnò il 5/6 ottobre 1789 le donne su Versailles, le quali occuparono il palazzo. Si unì in seguito al Club dei Cordiglieri e sopravvisse, il 17 luglio 1791, al massacro del Campo di Marte.
Il 20 giugno 1792, divenuto ormai ricco e di grande successo popolare, condusse le forze armate, insieme alla legislatura, all'assalto delle Tuileries, per protestare contro il veto del re e l'ingiusto licenziamento di alcuni ministri. Il 21 gennaio 1793, fu a capo della protezione militare durante l'accompagnamento di Luigi XVI alla Place de la Révolution, dove ne ordinò anche l'esecuzione. Nel maggio 1793, si arruolò nell'esercito e combatté contro i ribelli della Vandea.
Dopo la sconfitta dell'esercito rivoluzionario a Coron, si unì ai sostenitori politici di Jacques-René Hébert, coi quali scontò un periodo di detenzione a seguito della loro caduta, nel mese di aprile 1794. Venne rilasciato solo dopo il colpo di Stato del 9 termidoro (27 luglio 1794). Si dimise dal comando della Guardia nazionale il 18 fruttidoro (4 settembre 1797) e si ritirò a vita privata.
Morì il 6 febbraio 1809, lasciando la moglie ed i figli in assoluta povertà. Venne montata una targa dai cittadini in Rue de Reilly 9, che ricorda ancora la personalità di Santerre come un produttore di birra.
Venne sepolto in un piccolo cimitero ai tempi chiamato Champ-du-Repos, successivamente inglobato nell'odierno cimitero di Montmartre.

## Nella cultura di massa
- Antoine Joseph Santerre è stato interpretato da Luigi Tosi nel film Il cavaliere di Maison Rouge (1953) e da Marc de Jonge nella miniserie televisiva La rivoluzione francese (1989).